# Lapa do Dragão

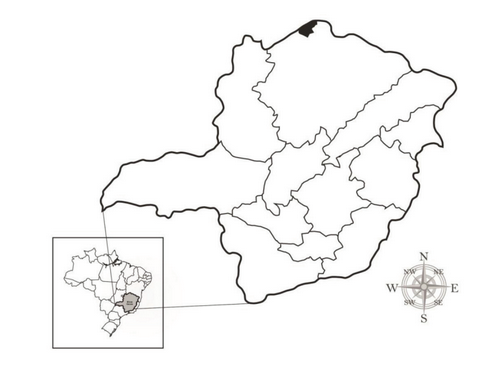
Localização da região de Montalvânia.

Lapa do Dragão é um sítio arqueológico localizado no norte de Minas Gerais, no município de Montalvânia. Trata-se de um grande anfiteatro natural, formado pelo desabamento de uma colina que abriu o flanco de um morro calcário, delimitando uma depressão em forma de ferradura, bem fechada, ao redor da qual se distribuem diversos abrigos. O sítio abriga uma das evidências mais antigas de presença humana no território brasileiro e conserva um amplo conjunto de materiais arqueológicos e zooarqueológicos, com datações que se estendem do final do Pleistoceno até o Holoceno superior
Em 1976, o Setor de Arqueologia da UFMG, com apoio da Missão Arqueológica Franco-Brasileira de Minas Gerais, realiza prospecções nos arredores de Montalvânia e elege o abrigo da Lapa do Dragão para ser escavado. A escavação e o levantamento dos grafismos pintados foram conduzidos em 1977, sob a coordenação de André Prous. No entanto, devido a problemas técnicos, os trabalhos não tiveram continuidade nos anos seguintes. O sítio apenas foi retomado no final da década de 1990, sob coordenação de Loredana Ribeiro, com ênfase especial na montagem dos registros de arte rupestre e na finalização do calque.

## Importância Histórica
Atualmente, sabe-se que a presença humana em território brasileiro data, em uma estimativa cautelosa, do final do Último Máximo Glacial. Ainda assim, são poucos os sítios arqueológicos que apresentam datações tão recuadas: para o período compreendido entre 19000 e 14000 BP as datações proveniem exclusivamente de três sítios localizados na Serra da Capivara. Posterior a este período, a quantidade de datações aumenta progressivamente conforme as datas se tornam mais recentes, entretanto, a Lapa do Dragão figura, junto da Caverna da Pedra Pintada e a Lapa do Boquete como os três sítios mais antigos deste conjunto mais recente. São, portanto, sítios com extrema relevância na confirmação da ocupação humana pleistocênica no Brasil.
As indústrias líticas para o período compreendido entre o final do Pleistoceno e o início do Holoceno da Lapa do Boquete e da Lapa do Dragão apresentam grandes semelhanças. Os dois sítios foram essencias na definção do tecno-complexo Itaparica, que caracteriza grande parte dos conjuntos artefactuais de sítios arqueológicos localizados no centro e norte do país pelos proximos milênios.

## Histórico das Escavações
A região de Montalvânia, no vale do Alto Médio São Francisco foi sondada inicialmente pelo Instituto de Arqueologia Brasileira que realizava prospecções ao longo do curso do rio São Francisco em meados dos anos 1970, o que resultou no levantamento de 15 sítios arqueológicos (Labirinto de Zeus, Possêidon, Dragão e Mamoneira, entre outros).
Diante das datações entre 9000 e 9500 BP obtidas na década de 1960 para um abrigo em Cerca Grande, Minas Gerais, uma nova expedição franco-brasileira foi organizada com o objetivo de explorar a região e  procurar dados mais completos sobre o povoamento inicial do país. Coordenada pela pesquisadora Annette Laming-Emperaire, uma extensa equipe de arqueólogos de diversas proeminências realizou escavações no sítio arqueológico Lapa Vermelha IV entre 1973 e 1976. Os achados desse sítio, entre esses aquele que por muito tempo foi considerado o esqueleto humano mais antigo das Américas(Luzia), comprovaram a antiguidade do povoamento humano no Brasil, assim como a das pinturas rupestres brasileiras. As datações obtidas para a presença humana no território brasileiro repercutiram em intensos debates acerca da antiguidade do povoamento das Américas.
É nesse momento das pesquisas arqueológicas brasileiras que a região do norte de Minas, no vale do rio Coxá, passa a ser explorada. Após prospecções, o sítio da Lapa do Dragão foi escolhido para escavação intensiva, devido às suas condições favoráveis à reocupação frequente e à estratigrafia marcadamente contrastante. Os abrigos sempre receberam papel proeminente nos estudos arqueológicos devido às condições que criam, nenhum sítio a céu aberto foi trabalhado em Montalvânia. 
Em 1977 duas sondagens, de 4 e 1 m², assim como uma escavação de 23m² foram feitas. Os resultados apresentaram diversos contrastes entre as ocupações das serras do centro de Minas e a região norte. O material coletado foi analisado ao longo dos anos. As indústrias só foram estudadas detalhadamente ao final da década de 1990: a indústria lítica, por André Prous e Fernando Costa, e a cerâmica, por Paulo Jobim. Os vestígios de fauna e flora receberam uma classificação preliminar entre 1978 e 1981, sendo novamente analisados apenas em 2016. Nos anos 1990, as pinturas rupestres começaram a ser estudadas de forma mais sistemática, trabalho que só seria concluído ao longo da primeira década do século XXI, com os estudos de Loredana Ribeiro.
Em 1981,  mesma equipe responsável pelas escavações na Lapa do Dragão iniciou um novo programa de pesquisas no vale do rio Peruaçu, cuja exploração arqueológica se estendeu até 1995. Desde então, outras equipes passaram a investigar a região, onde escavações seguem em curso até os dias atuais. Ainda no vale do Rio São Francisco, o vale do Peruaçu está mais ao sul em relação a Montalvânia, a aproximadamente 200km. A lapa do Boquete, principal sítio escavado na região, produziu datações com antiguidade semelhante as da Lapa do Dragão. Outras características do sítio contribuíram para um quadro comparativo e de referência relevante para todo o Brasil central e, particularmente, para o médio vale do São Francisco. As semelhanças entre os sítios ajudaram a elucidar aspectos ainda pouco compreendidos da Lapa do Dragão, além de permitir o delineamento dos desenvolvimentos cronológicos das tradições rupestres da região(ambos sítios apresentavam os mesmos estilos e tradições, na mesma sequência). Por outro lado, diferenças significativas nos grafismos levaram à formulação do chamado Complexo Montalvânia, distinto da tradição São Francisco.

## Características Gerais e Estratigrafia
O sítio apresenta uma complexa morfologia, composta por uma depressão em forma de ferradura rodeada por abrigos e marcada por um cone central formado pelo desabamento de blocos calcários. Este anfiteatro natural abriga uma série de abrigos rochosos ao redor de seu perímetro, com condições microclimáticas distintas entre as áreas mais sombreadas e protegidas do sul e aquelas abertas e secas do centro e do norte. A parte sul do abrigo, mais protegida da insolação e com temperaturas mais amenas, mostrou evidências de uso humano prolongado e foi o foco das escavações principais. Os painéis de arte rupestre estão localizados sobre superfícies de rocha lisa e não calcificada, frequentemente em pontos de difícil acesso. A região possui vegetação típica do cerrado, com predomínio de pau-pintado e outras espécies adaptadas a solos rasos e pedregosos. 
As escavações realizadas em 1977 revelaram uma estratigrafia arqueológica composta por dez camadas principais, distribuídas em setores com diferentes graus de preservação e perturbação. A sequência sedimentar atinge até 2,6 metros de profundidade e apresenta um mergulho em direção ao norte e, de maneira geral, o sedimento matricial é uma argila siltosa avermelhada, cuja cor e textura acabaram sendo modificadas pela ação dos animais e do Homem. A estratigrafia mais íntegra foi observada na região central-sul, sendo tomada como referência. As datações radiocarbônicas obtidas a partir de diferentes contextos (fogueiras, bolsões orgânicos e estruturas de combustão) variam de aproximadamente 970 BP até 11.000 BP, documentando uma longa história de ocupação humana na região

### Camada por camada[9]
- Camada 0: Corresponde à superfície atual, marcada pela presença de dejeções de mocó, folhas secas e detritos orgânicos. Misturada ao sedimento foram encontrados cacos cerâmicos, lascas de sílex e blocos de calcário em decomposição.
- Camada I: Sedimento rico em cinzas, conchas de grandes caramujos (Strophocheilidae) esmagadas e queimadas, e diversas fogueiras com estruturas de blocos de calcário. Uma dessas fogueiras datada em 1100 ± 200 BP (CDTIN-1004), enquanto outro nível da mesma camada foi datado em 970 ± 60 BP. Foram identificadas marcas de poste, presença de cordas e fibras vegetais possivelmente relacionadas à estruturação de silos, além de pigmentos ocres. Houve intenso pisoteio que homogeneizou parte do sedimento.
- Camada II: Composta por argila avermelhada bastante misturada, especialmente próxima ao paredão (setor NO), onde a homogeneização por ação antrópica (possível preenchimento de negativo de silos) dificulta a distinção com a camada I. Contém estruturas de combustão e três buracos de poste. Na base da camada foram encontrados pigmentos amarelos.
- Camada III: Inicia-se com uma lente vermelha estéril, seguida por cinzas e argila queimada, indicando intensa atividade de queima. Contém carvões de coquinhos, conchas perfuradas e uma marca de esteio. Uma estrutura no contato entre as camadas III e IV foi datada em 2170 ± 60 BP, com calibração entre 240 e 155 anos cal BC.
- Camada IV: Sedimento pulverulento e heterogêneo, com matriz marrom-avermelhada marcada por cinzas e restos de combustão, possuí lentes estéreis. Apresenta presença de raízes, barro de cupim. No contato entre as camada IV e V há marcas de poste e pigmentos com aparência de córtex de sílex. O nível IV inferior foi datado em 5000 ± 100 BP.
- Camada V: Subdividida em nível superior de sedimento pulverulento bege a cinza e inferior com piso endurecido de cor marrom-escura, possivelmente queimado. Apresenta fogueiras, marcas de poste, blocos de pigmentos e pequenas depressões interpretadas como "ninhos" de caramujos em hibernação. A camada V superior forneceu datação de 3870 ± 60 BP (calibração 2260–2220 cal BC)
- Camada VI: Composta por cinzas de fogueiras no nível superior, com blocos de pigmento, e lentes avermelhadas a alaranjadas no nível inferior, com possíveis pigmentos. No setor correspondente à VI inferior, a datação foi de 4040 ± 60 BP (calibração 2620–2475 cal BC), uma das mais antigas da sequência estratigráfica escavada com contexto firme.
- Camada VII: Sedimento pulverulento, marrom, cinza ou avermelhado, contendo fogueiras e uma marca de poste. Não foi associada a datação específica, mas integra o perfil técnico-estratigráfico das ocupações médias.
- Camada VIII: Apresenta cinzas compactadas no topo e sedimento mais fofo abaixo. Contém fogueiras nos contatos com as camadas VII e IX. Um nível inferior desta camada foi datado em 11.000 ± 300 BP (CDTIN-1007), representando a data mais antiga da sequência principal. Neste nível foram encontrados um bloco de calcário com superfície picoteada (possivelmente gravada, mas de forma não inteligível) e o que pode ter sido uma uma concha contendo resquícios de pigmento, possivelmente usada como godê.
- Camada IX: Composta por argila amarelada a avermelhada, praticamente estéril. Contém blocos caídos e material infiltrado das camadas superiores. Apresenta verniz preto em alguns blocos e conchas com dendritos de manganês, indicando alterações químicas naturais.
- Camada X: Totalmente estéril, composta por argila semelhante à da camada anterior. Inclui uma lente preta (possivelmente dejetos de morcego) e indícios de antigas tocas. Foi considerada o limite inferior da escavação, pois sua continuidade não oferecia indícios de ocupação humana anterior ao Holoceno.

Da camada VIII inferior até a superfície, foram identificados artefatos líticos variados, confeccionados com diferentes matérias-primas e representando diferentes tecnológicas, a densidade de ocorrência dos líticos também varia entre as camadas. Artefatos de osso, concha e materiais vegetais foram encontrados com menor frequência. Quatro artefatos em madeira e diversos fragmentos de cordões trançados provêm das camadas superiores. Seis conchas de grandes gastrópodes, recuperadas nas camadas I, II e III, apresentam perfurações controladas de provável origem antrópica; outras oito conchas também possuem orifícios, embora nestes casos não seja possível confirmar sua origem.
Há uma quantidade moderada de restos de cerâmica, encontrados a partir dos níveis inferiores da camada I. Abaixo desta foram encontrados apenas dois cacos, em contextos estratigráficos claramente perturbados.   
Quanto ao registro de fauna no local, mais de 4000 ossos foram encontrados nos 23 m² escavados em 1977, a grande maioria de mamíferos. Representam poucos indivíduos, apesar do grande número. Alguns coprólitos sub-recentes foram encontrados na camada 0.   

## Artefatos líticos
A indústria lítica da Lapa do Dragão evidencia uma longa sequência de ocupações humanas com distintas estratégias de produção e uso de instrumentos. Do total de 108 kg de material lítico lascado coletado nas escavações, destacam-se 6,1 kg de instrumentos retocados e 6,3 kg de núcleos, além de 9,3 kg de batedores. Blocos de calcário local eram usados como bigornas, enquanto rochas silicosas e arenito, abundante a poucas centenas de metros do abrigo, eram trazidas para a produção de instrumentos. A preferência pelo arenito, especialmente nas camadas III e IV, parece estar relacionada à disponibilidade maior deste em relação aos nódulos de silex.
Nas camadas arqueológicas mais profundas (VII e VIII), atribuídas às ocupações mais antigas do sítio, predominam núcleos poliédricos pouco planejados, suportes unifaciais robustos e lascas de façonagem. Nesses níveis, observa-se o uso de percussão dura direta para obtenção de lascas curtas, largas e espessas, frequentemente retocadas em apenas uma face. Ainda que pontas bifaciais acabadas não tenham sido encontradas, encontrou-se o refugo de sua produção, indicando a prática desse tipo de tecnologia, ideia corroborada por uma ponta bifaciail encontrada no vale do rio Peruaçu. Essa indústria inicial é marcada por estratégias complexas de prolongamento da vida útil dos instrumentos, com retoques finos, reaproveitamento de suportes e evidências de etapas finais da cadeia operatória. Fragmentos de raspadeiras circulares, vestígios de encabamento e sinais de exploração sistemática de núcleos também estão presentes.
O maior volume de material lítico foi encontrado nas camadas IV, V e VI, associadas a atividades intensivas de debitagem inicial e preparação de instrumentos pesados. A partir das camadas V e IV, nota-se uma intensificação das atividades de lascamento dentro do abrigo, com abundante presença de blocos e seixos de arenito, batedores, núcleos e grandes lascas de descorticagem, além de muitos artefatos retocados sobre lascas unifaciais espessas, como raspadores côncavos e raspadeiras circulares.  Nessas camadas médias, observa-se um uso intensivo de matérias-primas locais, especialmente arenito, enquanto os níveis superiores revelam uma indústria mais leve e seletiva, com predomínio de lascas pequenas, uso preferencial de sílex (amarelo na camada I, preto na III) e maior presença de retoques delicados. Essas mudanças sugerem uma reorganização das atividades líticas ao longo do tempo, com alternância entre fases de produção inicial no abrigo e outras voltadas à manutenção e reaproveitamento de instrumentos.
Os níveis inferiores da Lapa do Dragão apresentam uma indústria líticica que se insere na Tradição Itaparica, identificada em sítios do Brasil Central, Nordeste e do médio São Francisco. Esta é caracterizada pela predominância de artefatos unifaciais plano-convexos, como plainas, lesmas, coches e enxó. Esses instrumentos, comumente associados a atividades de raspagem, apresentam mais de um gume funcional e são produzidos a partir da redução unifacial de lascas espessas, geralmente feitas a partir de silex. A Tradição Itaparica se destaca também pela quase ausência de artefatos bifaciais e de núcleos, além da escassez de resíduos das etapas iniciais de produção lítica nos locais de ocupação. Essa tradição, cujos registros mais antigos remontam a cerca de 12.000 anos AP (14.122 cal AP), apresenta-se em diferentes regiões, como o médio Tocantins, Peruaçu, Serranópolis e Serra da Capivara.

### Evolução das indústria líticas
Embora artefatos plano-convexos estejam presentes em quase todos os níveis da Lapa do Dragão, a densidade desses é muito maior nas camadas inferiores, coevas com camadas de outros sítios que também apresentam artefatos plano-convexos. Nessas camadas predominam plano-convexos robustos (lesmas) e raspadores unifaciais espessos e pesados.É justamente na transição entre o Pleistoceno e o Holoceno que se observa a maior diversidade tipológica, o maior número de instrumentos retocados e o melhor controle técnico do lascamento, com preparo cuidadoso da zona de percussão antes da extração. A camada VI representa uma fase de transição, reunindo características das indústrias anteriorese elementos típicos das camadas superiores, como raspadeiras circulares e o uso mais frequente de pigmentos e calcita lascada. Nas camadas IV e V, atribuídas ao Holoceno inicial ou médio, nota-se uma reorganização produtiva voltada à extração de grandes lascas de arenito destinadas a raspadores subcirculares, além de instrumentos expedientes e batedores. A presença marcante de quebra-cocos, blocos de pigmento e calcita lascada também caracteriza esse período. Nas II e III se encontram lascas grandes com um gume parcialmente regularizado por uma curta série de retoques. O número de nuclei é grande em relação ao das lascas, comparativamente ao que acontece nas demais camadas estratigráficas. As camadas acima são caracterizadas ocorrencia das fases iniciais de debitagem nos setores escavados e por grandes lascas largas, sendo várias delas retocadas perifericamentes.

## Pinturas Rupestres

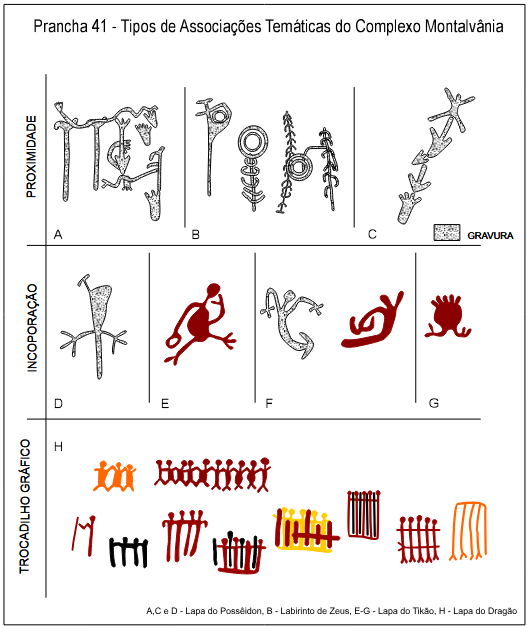
Representações gráficas de associações temáticas comumente encontradas nas pinturas do Complexo Montalvânia

Desde 1970, os estudos arqueológicos na região central do Brasil definiram, por meio da repetição de traços temáticos, cinco grandes conjuntos gráficas produzidos pelas populações pré-históricas da região. São:  Nordeste, Agreste, São Francisco e Planalto; Complexo Montalvânia e unidades estilísticas Piolho de Urubu e Desenhos. No norte de Minas estão presentes as tradições Agreste, Nordeste, São Francisco e o Complexo Montalvânia. Ainda não foi possível estabelecer uma cronologia segura por trás das aparições das diferentes maneiras de produzir arte rupestra. Costumeiramente acreditou-se que cada conjunto estilístico era produzido um distinto grupo cultural, atualmente o cenário é outro. 
No sítio da Lapa do Dragão são milhares de figuras que aparecem em paredes verticais irregulares e no teto de um dos abrigos, subdivididas em sete painéis, a partir de características do relevo dos suportes. Essas figuras são construídas tanto por meio de pinturas, quanto por meio de gravuras.  Para estabelecer quando se inicia a produção de pinturas rupestres um dos indicadores é a presença de pigmentos no registro arqueológico. Materiais pigmentados aparecem pela primeira vez na Lapa do Dragão na camada VII (10.000/11.000 BP), mas não é possível concluir que esses são representam o uso de pigmentos para decorar os paredões. É só a partir da camada VI que pigmentos minerais, brutos ou preparados, aparecem profusamente e indicam atividade de pintura. O mesmo acontece na Lapa do Boquete, com uma cronologia um pouco mais recuada.   

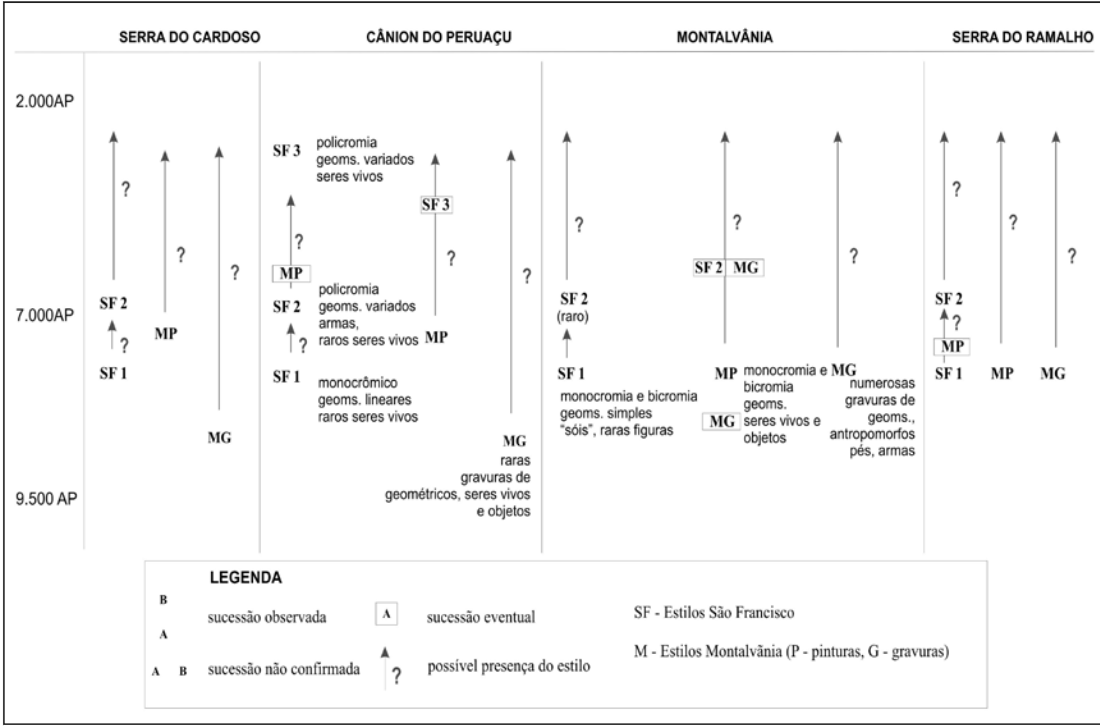
Linha do tempo dos princípais estilos de arte rupestre encontrados no Norte de Minas e Sudoeste da Bahia, por região.

São duas as datações obtidas para o circuito de pinturas rupestres arqueológicas do norte de Minas Gerais. A primeira é uma datação relativa que indica um intervalo entre 9.350 e 7.810 ± 80 AP  para  o  encobrimento  por  sedimentação de  um  bloco  com  arte  rupestre  que se desprendeu do teto da Lapa do Boquete. Este foi coberto por incisões, depois por gravuras, depois por cupules e, em seguida, soterrado. As gravuras deste assemelham-se as encontradas nos  painéis  Montalvânia.  Também na Lapa do Boquete foi feita a datação direta por AMS do pigmento de um grafismo atribuído aos estilos sanfranciscanos intermediário ou recente, que resultou na idade 2.680  ±  180  AP   de  cerca  de  2.700  AP. Tendo essas datações como base, as cronologias entre os diferentes "estilos" de arte rupestre observadas são feitas com base nas superposições encontradas entre essas nos sítios, permitindo aferir o que veio antes e o que veio depois. Outra maneira de estabelecer cronologias entre as unidades estilística e por meio de associações com indústrias líticas.   

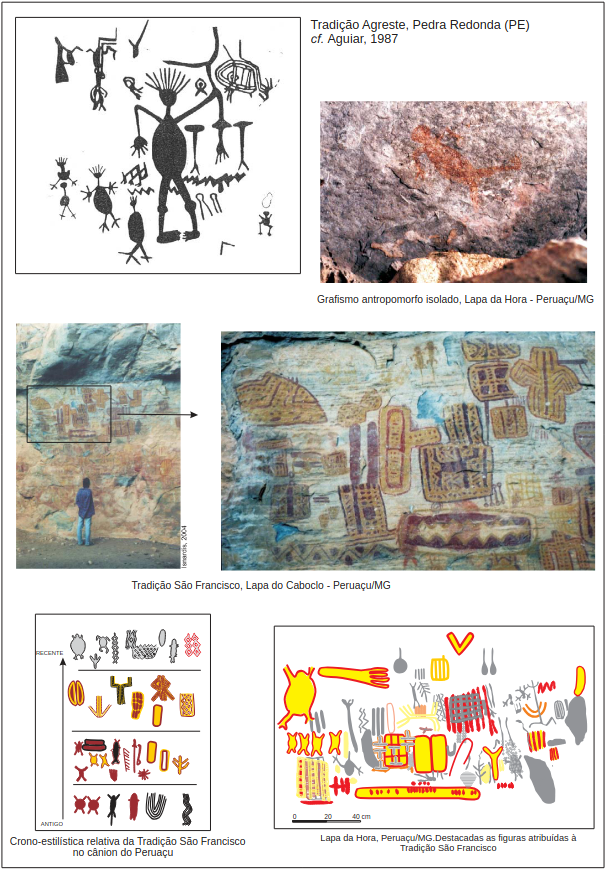
Fotos e desenhos representando as Tradições Agreste e São Francisco.

Na Lapa do Dragão, a tradição Agreste, caracterizada por poucas figuras sem superposições ou diferença de pátina, é tida como a mais antiga. Os estilos posteriores são atribuídos à Tradição São Francisco e ao Complexo Montalvânia. Entre essas é muito difícil dizer qual é a mais antiga. Geralmente, as pinturas São Francisco e Montalvânia ou não se superpõem entre si ou o fazem em alternância. Isso é, esses estilos podem aparecer de modo alternado  na  seqüência  sucessória  regional,  ou em seqüência invertida de uma área para outra. Ambos os estilos foram praticados por um grande intervalo de tempo, desde 8.000/9.000 BP até o período agricultor(2.000 AP ou antes). A extensa duração de ambos os estilos pode ser vista pelas fortes diferenças de pátina de pátina entre figuras de um mesmo  estilo  (e  num  mesmo  painel). Mais datações são necessárias para estabelecer firmes cronologias. 
Anteriormente a Tradição São Francisco englobava o que hoje é definido como Complexo Montalvânia. Foi a originalidade do complexo crono-estilístico da Lapa do Dragão e outros sítios próximos que levaram a proposição de uma unidade estilística distinta.As manifestações da Tradição São Francisco destacam-se por figuras geométricas elaboradas, frequentemente bicrômicas ou policrômicas, pintadas em grandes painéis verticais e visíveis a longa distância, geralmente situados em locais elevados ou imponentes como cânions e entradas de cavernas. Em contraste, o Complexo Montalvânia se caracteriza por gravuras e pinturas de menor visibilidade, muitas vezes monocromáticas e com forte presença de antropomorfos e biomorfos esquemáticos, localizadas em suportes discretos, como tetos baixos e pisos em zonas de penumbra ou subterrâneas. Ambas os tipos de arte rupestre estão presentes em diversos sítios da região, no entanto, a Tradição São Francisco predomina no vale do Peruaçu e o Complexo Montalvânia predomina na região de Montalvânia. Ambas também possuem divisões estilísticas internas, o Complexo Montalvânia é dividido entre gravuras e pinturas.   

## Cerâmica
A cerâmica encontrada na Lapa do Dragão é associada a duas tradições tecnológicas, Una e Tupiguarani. Foram coletados 280 fragmentos cerâmicos no sítio, sendo aproximadamente 200 na superfície, com uma distribuição média de um caco a cada dois metros quadrados. Os demais fragmentos foram encontrados em escavações, com densidade ainda menor. Os vestígios cerâmicos ocorrem principalmente na camada superficial (0) e ainda de forma significativa na camada imediatamente abaixo (I), desaparecendo quase por completo nas camadas mais profundas, onde apenas dois cacos foram registrados, em contexto estratigráfico perturbado. Isso sugere uma ocupação ceramista a partir de cerca de 1.000 BP, confirmada por duas datações.  
A maior parte dos fragmentos cerâmicos decorados e os que apresentam antiplástico de caco moído  podem ser atribuídos à tradição Tupiguarani, que aparece sobretudo em sítios a céu aberto da região, configurando um caso especial o de Montalvânia. Esses potes são geralmente espessos, produzidos por acordelamento, e utilizam como antiplástico materiais como areia, caco moído ou rochas trituradas. No entanto, fragmentos de potes pequenos e de paredes finas ou médias, muitas vezes brunhidos e polidos, se assemelham fortemente à cerâmica da tradição Una, com presença tanto na superfície quanto nas camadas escavadas, onde predominam os cacos finos e médios. Esses dados sugerem que os ceramistas Una tenham sido os primeiros a ocupar a região, com os Tupiguarani chegando posteriormente. A presença de cerâmicas de ambas as tradições feitas com a mesma pasta indica, ainda, a possibilidade de convivência e/ou trocas entre os grupos. Além disso, pinturas rupestres atribuídas à Tradição São Francisco, datadas de cerca de 3.000 anos AP, sugerem práticas agrícolas anteriores à introdução da cerâmica na região, com possíveis representações de vegetais cultivados como milho e tubérculos, algumas pinturas da Lapa do Dragão parecem indicar o mesmo.

## Vestígios Vegetais e Faunísticos
Mais de 4.000 fragmentos ósseos foram recuperados, sendo a maioria absoluta de mamíferos (cerca de 80%), com destaque para veados e roedores como o mocó (Kerodon rupestris), o preá (Cavia sp.) e Thrichomys sp. Esses vestígios são em sua maioria fragmentados e alguns também queimados o que indica atividades de consumo e descarte, não foi encontrado nenhum esqueleto articulados. Um número restrito de ossos apresentou marcas de raspagem ou uso como ferramenta. Restos de aves, répteis e anfíbios também foram encontrados, especialmente nas camadas inferiores. A presença de diferentes taxas ao longo do tempo pode ser indicativo de mudanças ambientas.
Os roedores caviomorfos foram particularmente importantes para inferências paleoambientais. A presença e frequência relativa de espécies com preferências ecológicas distintas, como o Cavia associado a ambientes úmidos e o Kerodon rupestris a áreas áridas, permitiram reconstruir variações climáticas regionais entre 5.000 e 1.000 BP. Tais inferências são corroboradas por dados palinológicos, apontando para um período mais úmido entre 5.530 e 2.780 BP, seguido por uma crescente aridez.
Além dos vertebrados, também foram registrados restos significativos de moluscos terrestres e aquáticos, em especial do grupo Strophocheilideae. Nas camadas superiores, esses moluscos aparecem em grandes concentrações, algumas com sinais evidentes de queima, o que sugere seu uso alimentar, sobretudo há cerca de 1.000 anos, possivelmente durante a estação chuvosa. Por outro lado, a grande quantidade de moluscos encontrada próxima a áreas com restos de fogueira pode estar relacionada não necessariamente ao consumo humano, mas às condições favoráveis criadas por esses ambientes.
Restos vegetais também foram identificados, mas estes não foram analisados em profundidade. Foram observados sabugos de milho, caroços de algodão, sementes de umbu e coquinhos, concentrados principalmente entre as camadas 0 e III, e também no nível V. Gotas de âmbar vegetal, provavelmente associadas a atividades de encabamento, foram recuperadas na camada IV. Há indícios de silos ou depósitos maiores no fundo do abrigo.